# Penebouy
Penebouy est une reine de la Ire dynastie de l'Égypte antique et probablement l'une des épouses du roi Djer. Son nom figure sur des plaques d'ivoire de cette époque et dans les annales de la 4e année de règne du roi Djer.

## Attestations
Il existe au moins trois étiquettes d'ivoire représentant la reine Penebouy. Deux ont été trouvées dans la nécropole du roi Djer à Abydos, la troisième (très abîmée) à Saqqarah dans une tombe anonyme. Ces étiquettes montrent des représentations de plusieurs cérémonies, telles qu'un sacrifice humain et la présentation de plusieurs objets cultuels. Au centre de la gravure figurent deux reines défuntes. Elles sont représentées sous la forme de bustes avec des têtes et des coiffures féminines, reposant sur des piédestaux décorés de palais. Des fontaines de sang s'échappent de leurs fronts, symbolisant la mort des femmes. Autrefois, ces fontaines de sang étaient faussement interprétées comme des ornements floraux ou des diadèmes en forme de serpent. Les noms des deux femmes sont introduits par un rare hiéroglyphe semblable au signe ultérieur pour « excrément », les signes sur les étiquettes signifiant simplement « mourir » ou « mort ». La première dame représentée peut être identifiée comme la reine Penebouy, ce nom signifiant « siège des deux seigneurs ». Son nom est également guidé par le titre Oueret-hetes, qui signifie « Grande du sceptre de Hetes », ce qui l'identifie comme une épouse royale. L'autre dame figurant sur les étiquettes devait également être une reine, mais de rang inférieur. Son titre était Ma'a-hérou, ce qui signifie « Celle qui voit Horus ». Malheureusement, son nom est très difficile à lire, il pourrait être écrit avec trois symboles de poisson,.
La mort de Penebouy serait gravée sur la pierre de Palerme de la 4e année de règne du roi Djer. Selon Wolfgang Helck, la reine aurait pu mourir décapitée car le hiéroglyphe désignant une dame qui devait également être une reine — mais de rang inférieur — décédée est juxtaposé à celui d'un hanneton décapité.